# 中国舰船研究设计中心
中国舰船研究设计中心，又称武汉船舶设计研究所、前身为中国船舶集团第七〇一研究所（701所），是隶属于中国船舶重工集团公司，专业从事舰船设计、研究和开发的核心机构之一。该机构总部位于湖北省武汉市，自成立以来承担了许多中国海军舰艇的研发任务，是中国船舶工业的重要组成部分。

## 历史背景
中国舰船研究设计中心成立于1950年代末期，伴随着新中国海军建设的起步而成立。最初的主要任务是对当时的苏联舰艇进行逆向工程，以满足中国海军对现代化舰艇的需求，其代表舰艇为051型导弹驱逐舰。而随着中国科技水平的逐步提升，701所也开始独立设计和开发适合本国的各类军、民用舰艇。

## 机构组成
中国舰船研究设计中心本部位于武汉市，在上海市亦设有分部。辽宁舰的等比例陆上联合试验设施“水泥航母”便是该中心于黄家湖设立的分所所区其中的建筑。